# イェファダ・バコン

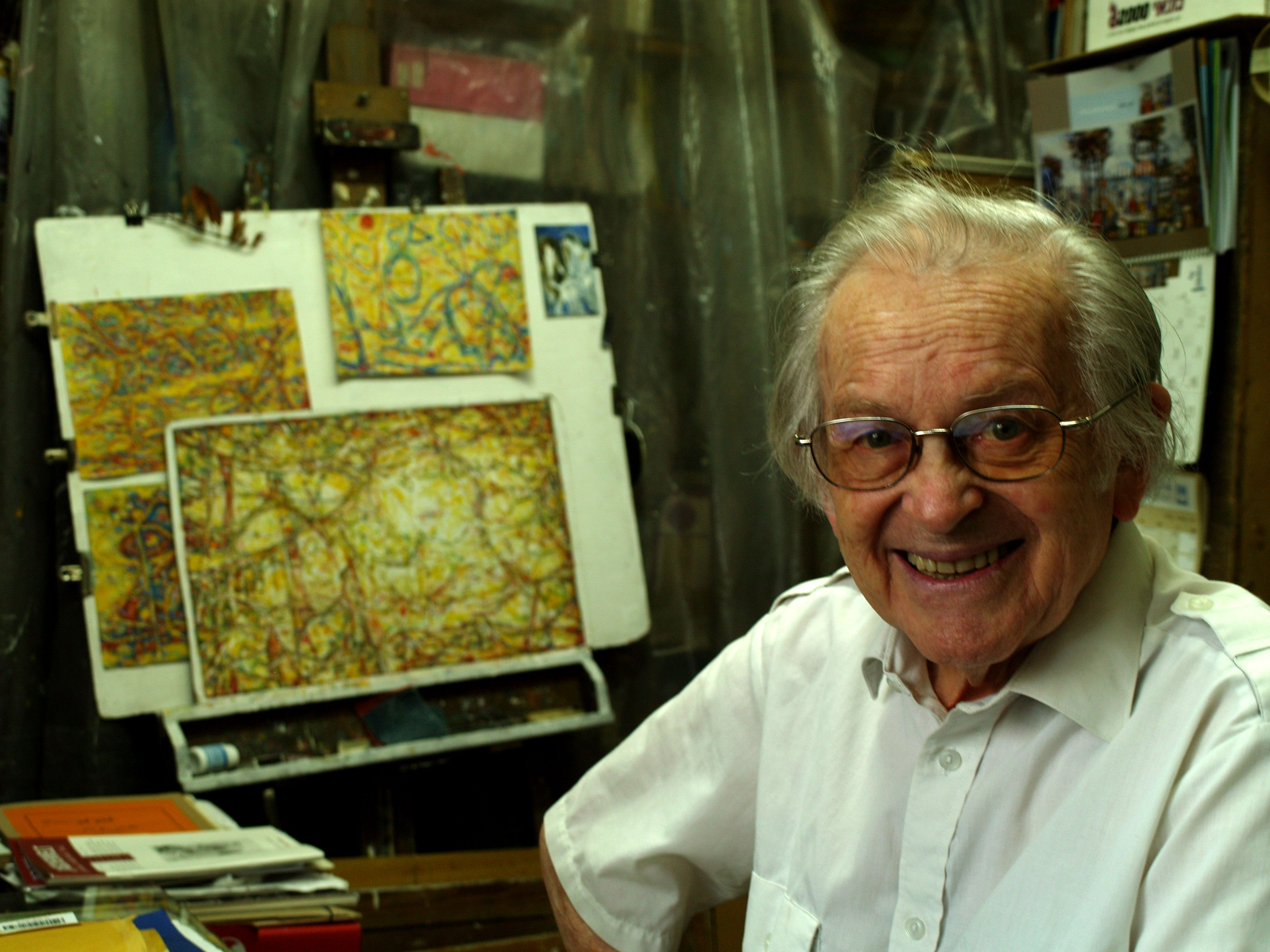
イェファダ・バコン（2008年）

イェファダ・バコン（ドイツ語: Yehuda Bacon,ドイツ語：Jehuda Bacon、Yehuda Bakon 1929年7月28日 ‐ ）は、イスラエルの画家。チェコのオストラヴァで生まれる。アウシュヴィッツ強制収容所の生存者のひとりで、当時のスケッチがホロコーストを指揮したアドルフ・アイヒマンに対する訴訟の際に、認知された。

## 生涯

### 1945年までの人生
イェファダ・バコンは、伝統的なユダヤ人家庭の一人息子として生まれた。 1942年秋、13歳でオストラヴァからユダヤ人ゲットーがあるテレージエンシュタットへの家族とともに移送される。
テレージエンシュタットのゲットーでは子供向けオペラ『ブルンジバール』を演じるなどのひとときを過ごしたが、1943年12月にはアウシュヴィッツ＝ビルケナウ強制収容所へ送致された。そこでは、赤十字の検査を欺くために設けられた家族収容所で6ヵ月を過ごしたものの、1944年6月には、バコンは父親がガス室で殺されたことを、母と姉ハンネはシュトゥットホーフ強制収容所に送致されたことを知った。そして解放の2、3週前に彼女たちも他界した。 
1945年1月18日に、バコンは3日に及ぶ「死の行進」を強いられ、マウトハウゼン強制収容所のサブキャンプであるグンスキルヒェンへ連れていかれた。 3月にも森の中で「死の行進」を強いられた。後に彼が報告したように、食物、水、衣類がなく、1945年5月5日に米陸軍によって解放されたものの、ドイツ親衛隊の手先はキャンプを去る前に残飯に毒を入れた。 多くの収容者は、やせ細った体では救援食料を満足に吸収することができずに死んでしまった。アメリカ兵が、オーストリアの町シュタイアーにあるカトリック修道女が運営する病院に、バコンは連れていかれ、そこで体力を回復したあとプラハに戻り、シュテーリンの臨時青少年保護施設で暮らし始める。そこはチェコの教育者プリミセル･ピッターによって設立されており、ハンス･グンター･アドラーたちに支えられ、生きていく方向性を見い出した。

### 解放後の人生と、イスラエルへの移住
解放後、バコンは過酷な収容所を乗り切った経験を整理して伝えるため、美術で身を立てる決意をし、生存者として語り、現在と将来の世代に伝える責任を感じていた。
1946年に、ユダヤ機関の援助でパレスチナに入国し、エルサレムでは名門の、ベツァルエル美術デザイン学院で学び、パリとロンドンに留学した後、1959年にエルサレム美術学校のグラフィックと素描の教授に招聘された。

## 収蔵館
- ヤド・ヴァシェム、エルサレム
- ゲットー戦士の家博物館、西ガリラヤ
- ヴィクトリア&アルバート博物館、ロンドン
- 大英博物館、ロンドン
- 帝国戦争博物館、ロンドン
- マニェス博物館、バークレー
- アムドーム美術館, ヴュルツブルク